# Spinobradleya
Spinobradleya is een geslacht van uitgestorven kreeftachtigen uit de klasse van de Ostracoda (mosselkreeftjes).

## Soorten
- Spinobradleya acantha McKenzie, Reyment & Reyment, 1991 †
- Spinobradleya echinata McKenzie, Reyment & Reyment, 1993 †
- Spinobradleya nodosa Neil, 1994 †